# Lamar Stevens
Lamar Brandon Stevens (ur. 9 lipca 1997 w Filadelfii) – amerykański koszykarz, występujący na pozycji silnego skrzydłowego, od 2024 zawodnik Memphis Grizzlies.
W 2016 wystąpił w spotkaniu wschodzących gwiazd – Jordan Classic Regional. 
14 kwietnia 2021 podpisał umowę do końca sezonu z Cleveland Cavaliers. 26 września 2023 zawarł kontrakt z Boston Celtics. 7 lutego 2024 trafił w wyniku wymiany do Memphis Grizzlies.

## Osiągnięcia
Stan na 6 lutego 2024, na podstawie, o ile nie zaznaczono inaczej.
NCAA
- Mistrz turnieju National Invitation Tournament (NIT – 2018)
- MVP turnieju NIT (2018)[6]
- Zaliczony do:
  - I składu:
    - turnieju:
      - NIT (2018)
      - Cancun Challenge Riviera Division (2019)
      - Legends Classic (2018)

    - Big Ten (2019, 2020)
    - najlepszych pierwszorocznych zawodników Big Ten (2017)

  - składu honorable mention Big Ten (2018)
- Lider:
  - wszech czasów konferencji Big 10 w liczbie oddanych rzutów z gry (1841)
  - konferencji Big 10 w średniej rozegranych minut (2019 – 36,9%)
- Zawodnik tygodnia Big 10 (16.12.2019, 10.02.2020)
- Najlepszy pierwszoroczny zawodnik kolejki Big Ten (13.02.2017)